# Benthamia majoriflora
Benthamia majoriflora är en orkidéart som beskrevs av Joseph Marie Henry Alfred Perrier de la Bâthie. Benthamia majoriflora ingår i släktet Benthamia och familjen orkidéer. Inga underarter finns listade i Catalogue of Life.